# Conception (Seychelles)
Pour les articles homonymes, voir Conception.
Conception est une île Intérieure de l'archipel des Seychelles, dans l'océan Indien. Elle est située 2 km à l'ouest de Mahé et est rattachée au district de Port Glaud.
Une plantation de cocotiers y était exploitée jusqu'au milieu des années 1970. L'île est le principal refuge de l'oiseau-lunettes des Seychelles qui n'a été redécouvert ici qu'en 1997, alors qu'on le croyait disparu.
Granitique et haute de 130 m, l'île a été reconnue zone importante pour la conservation des oiseaux.